# Francisco José Hernando
Francisco José Hernando Santiago (Madrid, 4 de junio de 1936 - Madrid, 29 de noviembre de 2013) fue un jurista español que alcanzó la categoría de magistrado del Tribunal Supremo, llegando a presidir el Alto Tribunal entre 2001 y 2008. Asimismo, en 2011 fue nombrado magistrado del Tribunal Constitucional, cargo que ocupó hasta el día de su fallecimiento.

## Biografía
Licenciado en Derecho, ejerció la abogacía en diferentes ciudades españolas hasta el año 1986, cuando se convirtió en magistrado del Tribunal Supremo en virtud del turno que permite el acceso a juristas de reconocido prestigio, quedando adscrito a la Sala Quinta, de lo Militar. En 1989, pasó a la Sala Tercera, de lo Contencioso-Administrativo. Entre 1994 y 1997, fue miembro de la Junta Electoral Central.
En el año 2001, cuando ocupaba una plaza en el Tribunal Supremo como magistrado de la Sala de lo Contencioso-Administrativo, fue propuesto como candidato a las presidencias del Tribunal Supremo y del Consejo del Poder Judicial por el Partido Popular, entonces en el Gobierno. Inicialmente su candidatura únicamente logró el apoyo de los vocales del Consejo propuestos por dicho partido, insuficiente para lograr al menos doce votos afirmativos de los veinte vocales pero, al no conseguir el sector progresista que el partido en el Gobierno presentara otro candidato, Francisco José Hernando fue elegido por unanimidad a cambio de entregar la vicepresidencia a un magistrado progresista, Fernando Salinas, un acuerdo que es habitual en los procesos de renovación del Consejo.
El 7 de marzo de 2006, dos años después del triunfo del Partido Socialista en las elecciones generales de 2004, el presidente del Tribunal Supremo y del Consejo General del Poder Judicial se negó a comparecer en la Comisión de Justicia del Congreso de los Diputados para explicar la aplicación del Código Penal de 1973 en la ejecución de penas por delitos de terrorismo. Francisco José Hernando se apoyó en el principio de separación de poderes para no presentarse ya que, a su juicio, este principio podría verse afectado por las valoraciones que realizara sobre las penas y su condición de presidente del Tribunal Supremo se lo impedía. Los vocales progresistas del Consejo General del Poder Judicial mostraron su rechazo ante el incumplimiento por parte del presidente de la obligación de comparecencia parlamentaria. El grupo parlamentario socialista manifestó que este llamamiento estaba orientado a promover la colaboración de los dos poderes en la materia y no a valorar las sentencias dictadas. El presidente del Tribunal Supremo contestó que el Congreso podría obtener toda la información que precisara en esta materia, estudiando la sentencia que impuso el Tribunal Supremo al terrorista Henri Parot.
Durante el periodo en que Francisco José Hernando ocupó la presidencia fueron muy destacadas las diferencias que mantuvo el Tribunal Supremo con el Tribunal Constitucional. En la memoria del Tribunal Supremo sobre las actividades realizadas durante el año 2007 se expuso el malestar que generaba en esta institución la actuación del Tribunal Constitucional, afirmándose que podría estar traspasando los límites que tiene asignados como garante de la Constitución y podría llegar a convertirse en un órgano jurisdiccional superior al propio Tribunal Supremo también en otras esferas. Además, durante su mandato, el Consejo General del Poder Judicial redactó varios informes controvertidos sobre la posible inconstitucionalidad de diferentes iniciativas parlamentarias. Destacaron dos aparecidos en el año 2005, uno relativo al proyecto de reforma del Estatuto de Cataluña que fue elaborado sin una solicitud de las Cortes Generales como establece la ley de funcionamiento del Consejo, y otro centrado en el matrimonio entre homosexuales, partidario de regular estas uniones pero oponiéndose bajo la forma del matrimonio y a la posibilidad de adoptar, que causó malestar en el gobierno de José Luis Rodríguez Zapatero y fue considerado improcedente por el entonces fiscal general del Estado, Cándido Conde-Pumpido.
El propio presidente del Tribunal Supremo y del CGPJ generó algunas polémicas con sus declaraciones sobre el Idioma catalán, el cual consideraba un simple hecho cultural, equiparable a «bailar sevillanas» en Andalucía.
Expirado su mandato y tras la renovación del Consejo, el 29 de septiembre de 2008 Francisco José Hernando fue sustituido por Carlos Dívar.
Durante el año 2010 el Partido Popular le presentó como uno de sus candidatos para la renovación de los cuatro Magistrados del Tribunal Constitucional que correspondían al Senado. Fue nombrado el 29 de diciembre de 2010 y tomó posesión el 12 de enero de 2011.
Falleció en Madrid, el 29 de noviembre de 2013, aún siendo magistrado del Tribunal Constitucional, tras una larga enfermedad, a la edad de 77 años.
| Precedido por: Javier Delgado Barrio | Presidente del Tribunal Supremo 2001 - 2008                   | Sucedido por: Carlos Dívar |
| Precedido por: Javier Delgado Barrio | Presidente del Consejo General del Poder Judicial 2001 - 2008 | Sucedido por: Carlos Dívar |